# Палац культури і науки
52°13′54″ пн. ш. 21°00′23″ сх. д. / 52.23167° пн. ш. 21.00639° сх. д.
Палац культури і науки (пол. Pałac Kultury i Nauki (PKiN)) (колишній Палац культури і науки ім. Йосипа Сталіна) – один з найвищих хмарочосів у Польщі, розташований у центрі Варшави на площі Дефіляд. Побудований за три роки під керівництвом радянського архітектора Льва Руднєва і введений в експлуатацію у 1955 році. Архітектурний стиль — суміш архітектурного арт-деко, соціалістичного реалізму і польського історизму. Тепер тут розміщені офіси багатьох компаній і державних установ (кінотеатри, театри, магазини, університети (Collegium Civitas), наукові органи). Також тут проходять різні види виставок і ярмарок, серед яких Міжнародний книжковий ярмарок (з 1958 р.). В палаці розташовані конференц-зал на 3000 чол., музей техніки, музей еволюції ПАН і Палац Молоді з басейном.

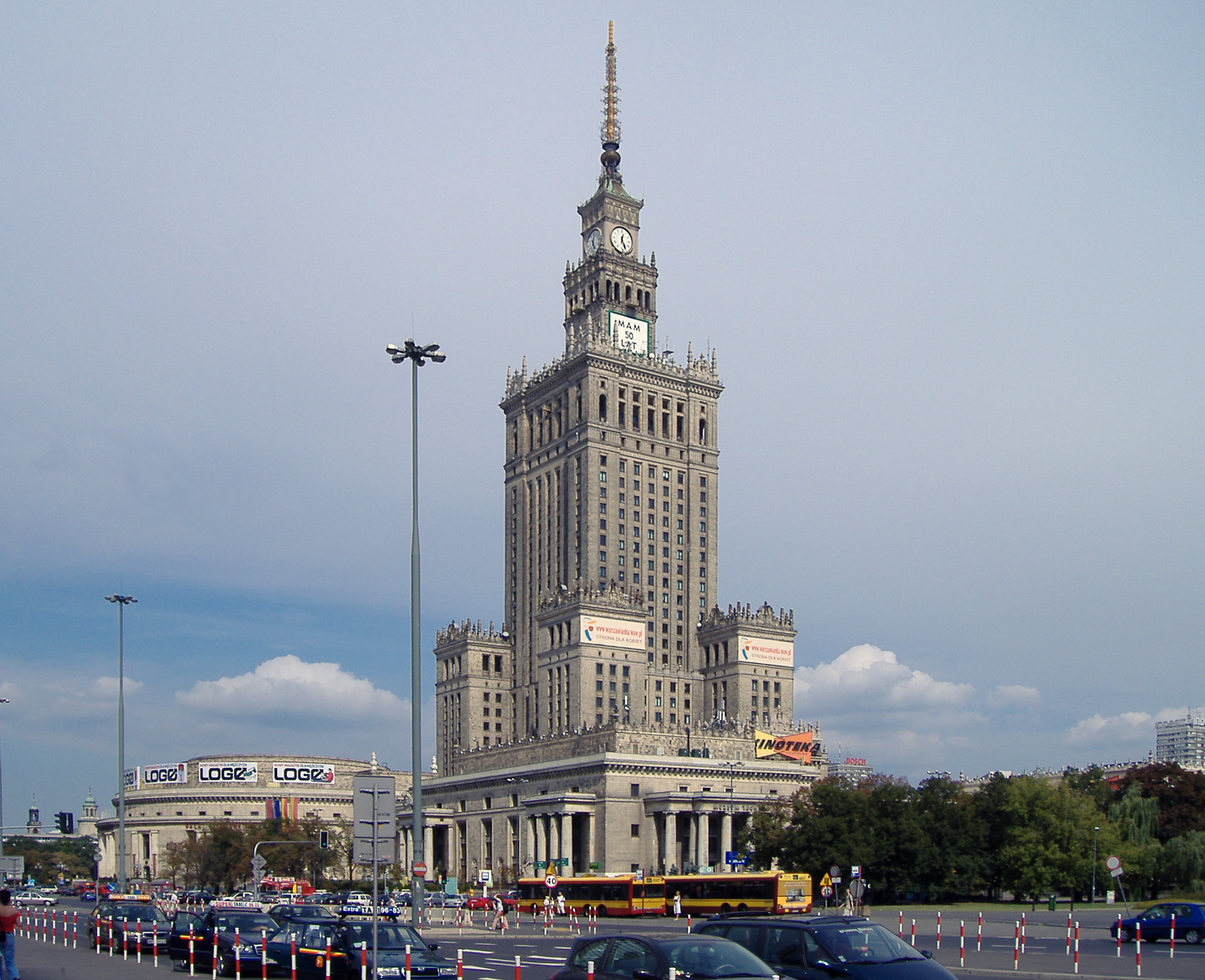
Палац сьогодні

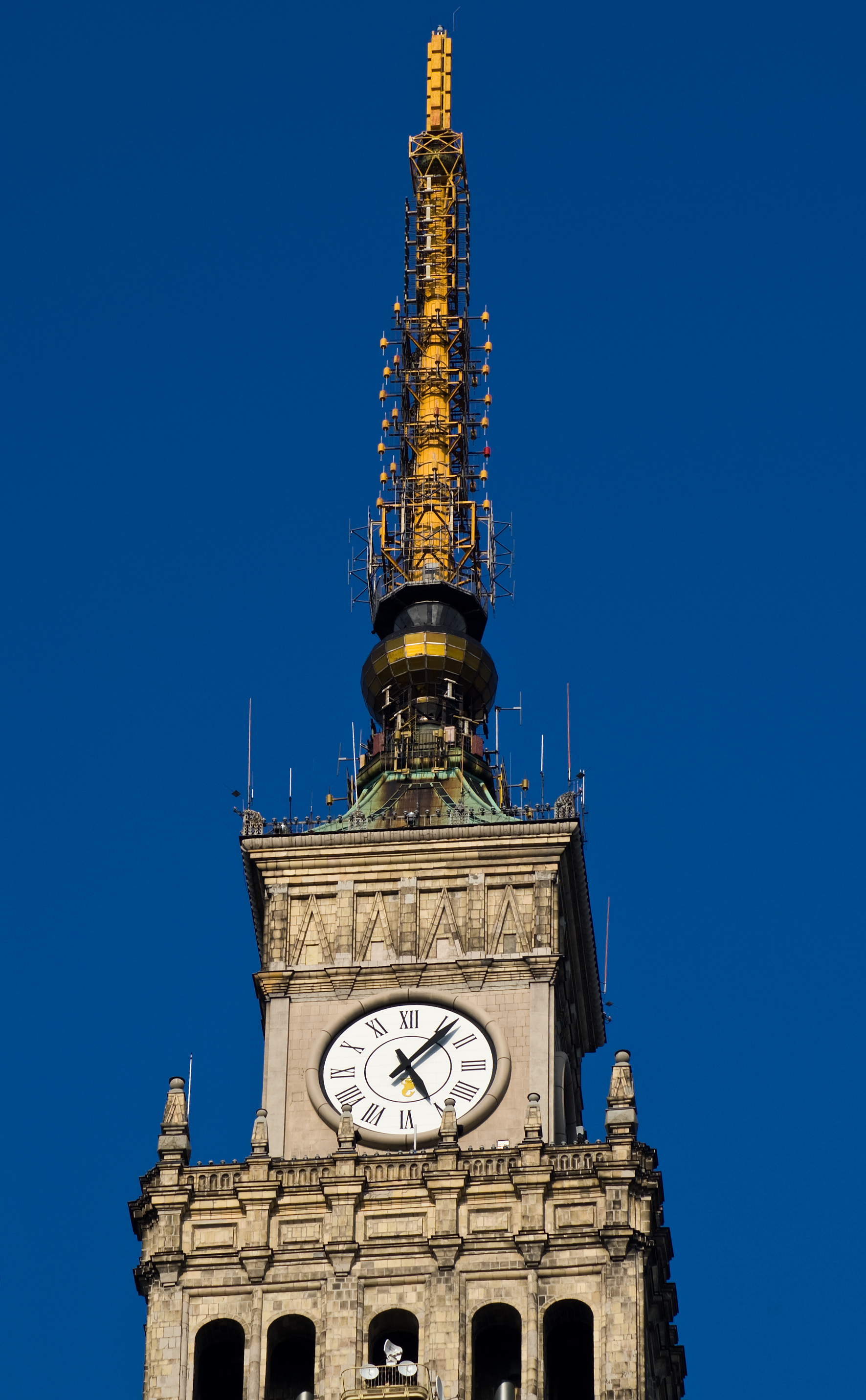
Вежа з годинником

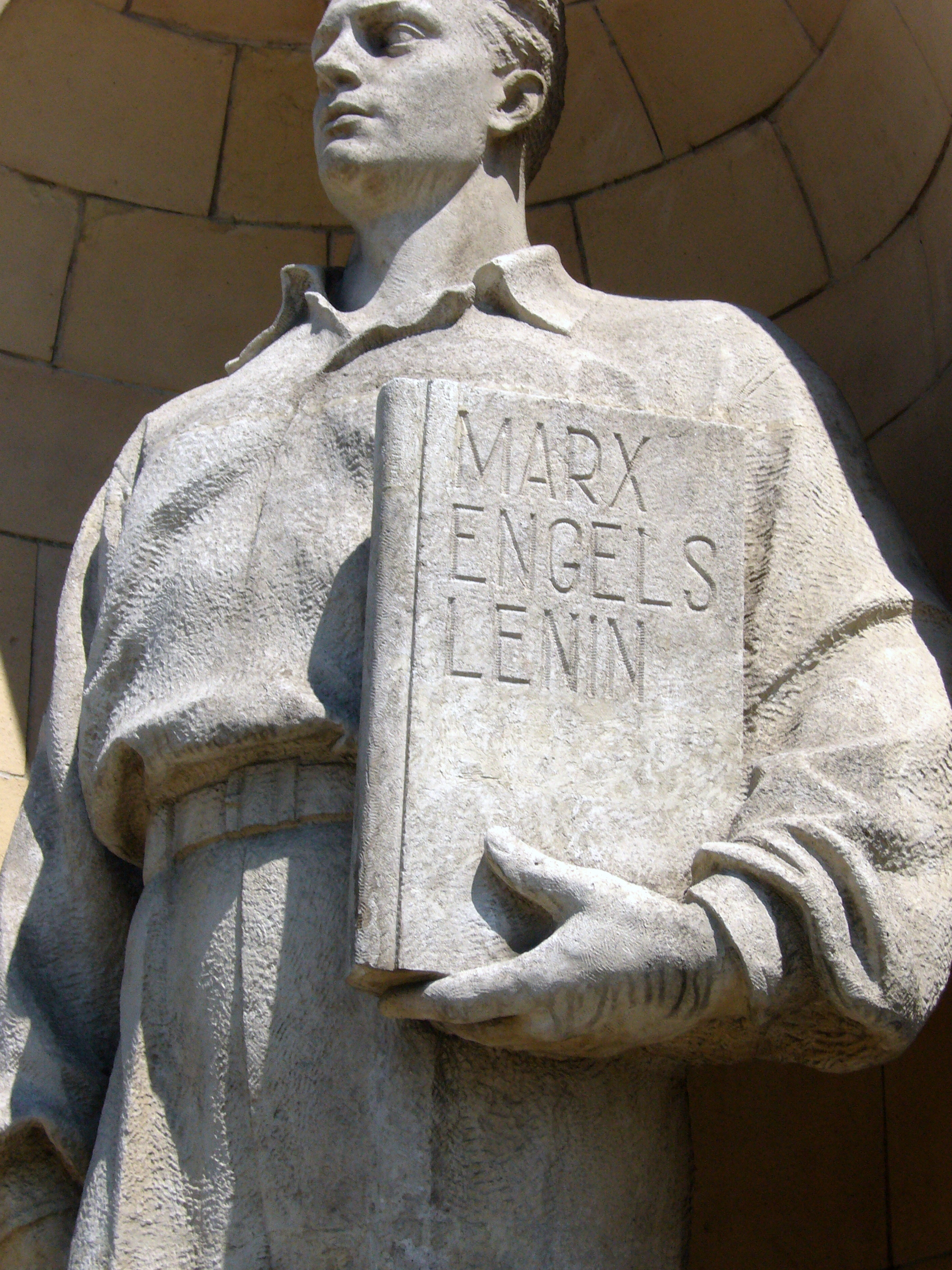
Статуя на фасаді ПКіН

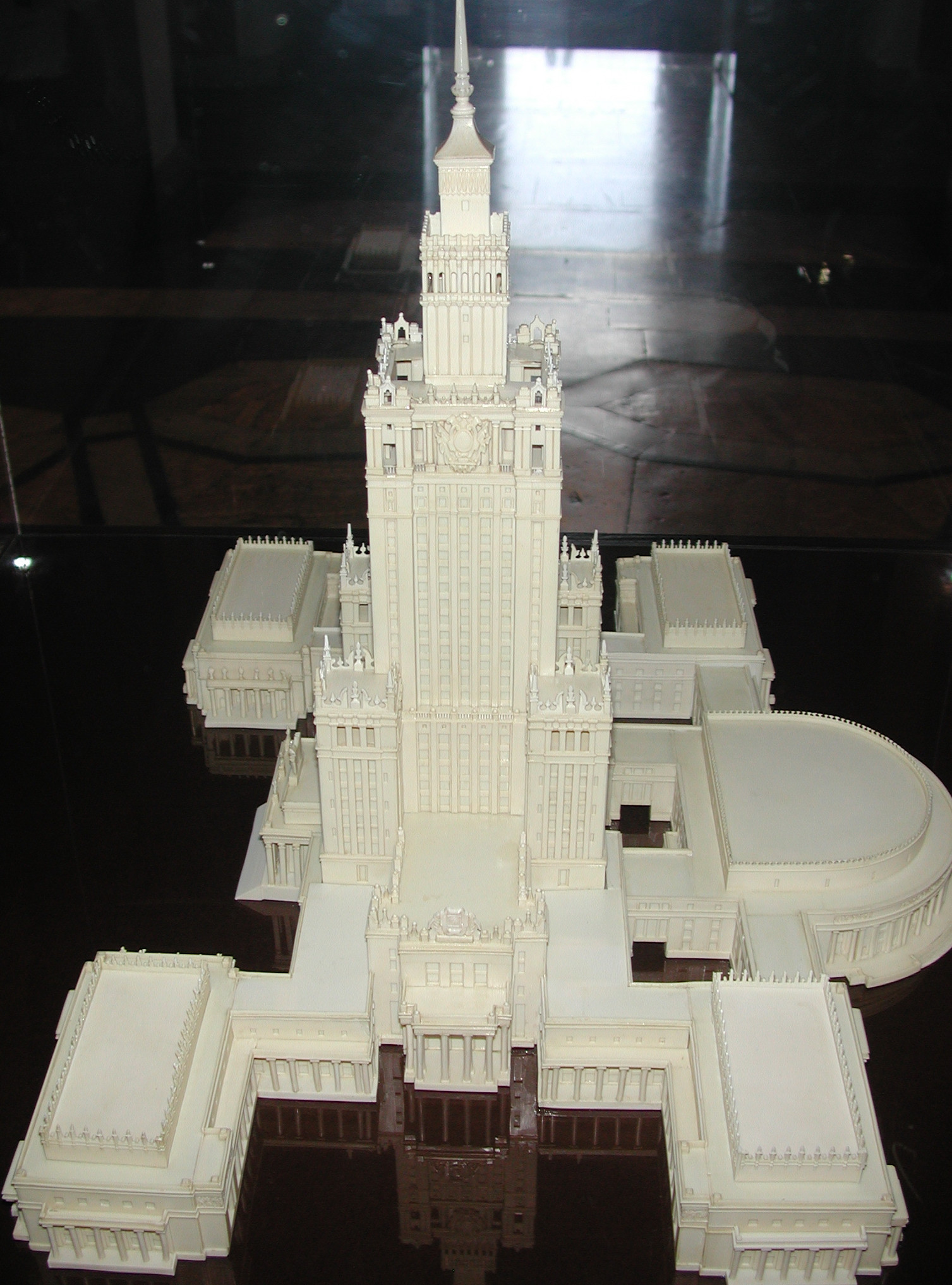
Макет ПКіН

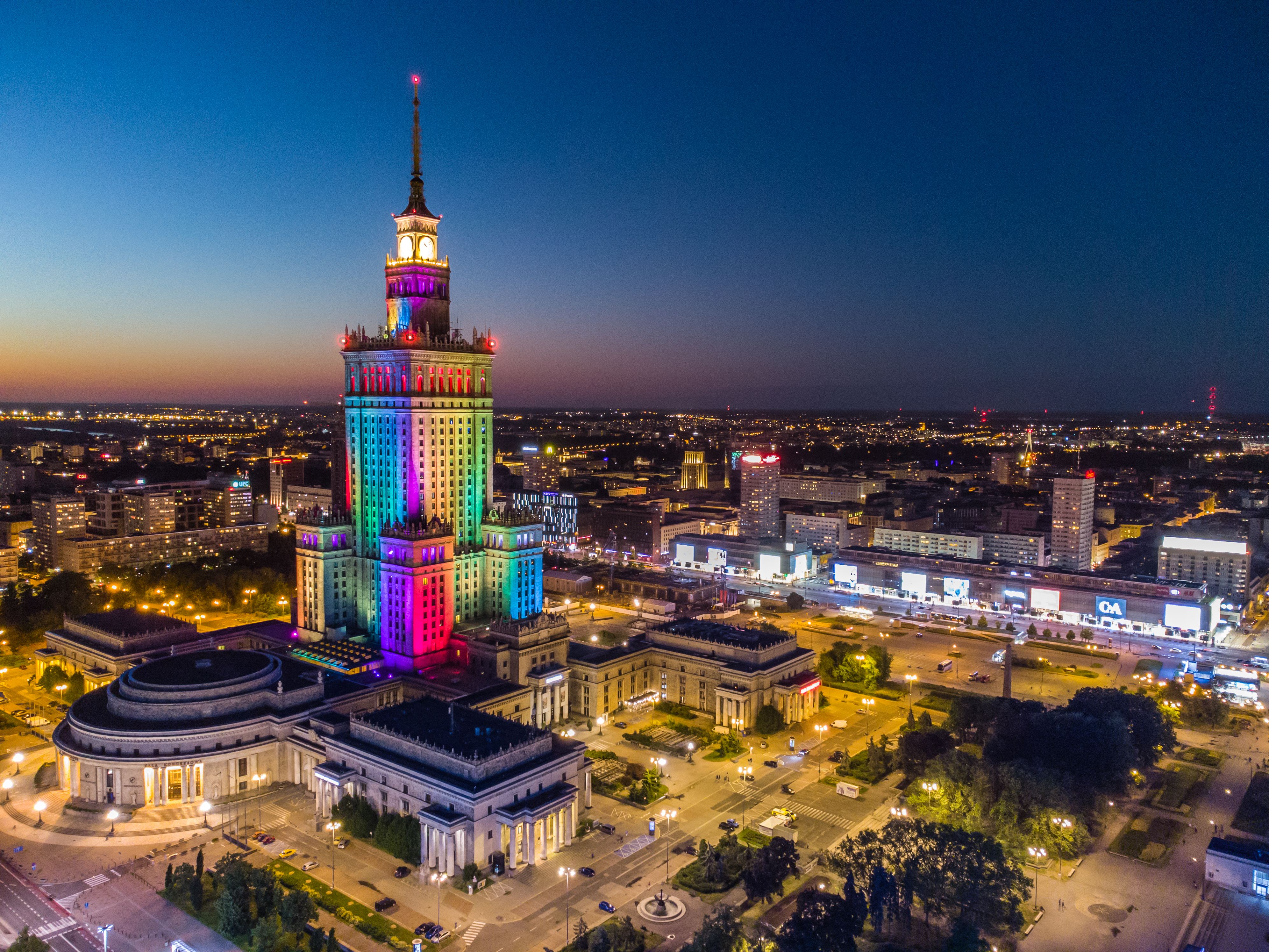
Палац вночі

## Історія
Будівництво Палацу Культури і Науки у Варшаві було радянською ініціативою, «даром дружби народів СРСР братерському народу Польщі». Вперше ідея будівництва висотної будівлі, подібної до московських висоток, була висловлена під час візиту до Варшави у липні 1951 р. міністра закордонних справ СРСР В’ячеслава Молотова, коли він обговорював плани післявоєнної відбудови столиці Польщі з головним варшавським архітектором Юзефом Сиґаліним. 
Ідеологічно перед будівництвом споруди було поставлено ряд завдань:
- визначити новий вигляд польської столиці;
- відзначити новий етап історії Польщі;
- стати уособленням загальних соціалістичних ідеалів і нових зв’язків з російським народом;
- уособлювати риси успадкування польської культури.

Згідно з тогочасною радянською архітектурною термінологією палац повинен був бути «народним за формою та соціалістичним по суті». У зв’язку з цим, у лютому 1951 року радянські архітектори на чолі з Львом Руднєвим на запрошення керівництва ПНР відвідали кілька польських міст для пошуку національних архітектурних акцентів. Таким чином, варшавський палац схожий на московські висотні будинки, архітектурні ж деталі схожі з аттиками Сукениць у Кракові і будинків міського ринку в Казимежі над Віслою, шпиль самого Палацу подібний до композиції ратуші в Ґданську..
Руднєв разом зі своєю командою створив п’ять проєктів і 59 макетів з пластиліну. Польські архітектори вибрали проєкт 120-метрової будівлі, але в кінцевому підсумку, з міркувань престижу, обрали набагато більший об’єкт. Його будівництво тривало з 2 травня 1952 по 22 липня 1955 рр. На будівництві працювало близько 3500 польських і радянських робітників. Вони жили в спеціально збудованому для них на кошти Уряду СРСР поселенні Єлонки . Під час будівництва загинуло 16 радянських робітників. При підготовці місця для планованого будівництва палацу було знесено 190 будинків з 60 тис. помешканнями, збудованих наприкінці XIX ст. і в перші десятиріччя XX ст. Таким чином було вирішена проблема реконструкції центру міста, який значно постраждав під час Варшавського повстання 1944 р.
Місце, обране під будівництво Палацу, давно виділялося варшавськими урбаністами, як територія, на якій повинна стояти висотна домінанта столиці. Містячись у центрі Варшави, Палац разом з ансамблем площ, розташований на ділянці, обмеженій Маршалковською, трасою N-S (Алею Незалежності) і Алеями Єрусалимськими. Центральна площа, яка добре зв’язана комунікаціями з усім містом, до 1950 року, все ще була композиційно ізольованою. Конкурси середини століття, на забудову центру, дають можливість вирішення містобудівного зв’язку пересічення Єрусалимський алей і вул. Маршалковської з важливим комунікаційним вузлом, яким є пересічення траси Схід-Захід (Алея «Солідарності») з Маршалковською в районі Банкової площі (колишня Дзержинського). Близькість розташування залізничного вокзалу надавало приїжджим одразу ж поглянути на висотну будівлю в центрі міста.
На початковому етапі робіт, Бюро контролю преси, публікацій і видовищ обмежило інформування в пресі про будівництво Палацу. Зокрема, було заборонено інформувати про проєкт споруди, про перебування радянських архітекторів на території ПНР; дозволялось лише публікувати загальну інформацію, що вже була оприлюднена в офіційних повідомленнях та повідомляти про строки будівництва. Більшість звичайних варшав’ян не знала з якою метою було розібрано сотні будинків і яка мета будівництва. Подейкували, що спорудження палацу є лише прикриттям для ще більшого, секретного об’єкта, а під будинком мало б розташовуватись бомбосховище, яке зв’язує його з Будинком Партії на Єрусалимських Алеях.
Ще до завершення будівництва, через два дні після смерті Йосипа Сталіна, 7 березня 1953 р., згідно з ухвалою Державної Ради і Ради Міністрів ПНР, будинку було присвоєно назву Палацу Культури і Науки імені Йосипа Сталіна (пол. Pałac Kultury i Nauki imienia Józefa Stalina). Під документом підписалися Болеслав Берут (голова Ради Міністрів) і Олександр Завадський (голова Державної ради). Планувалось також встановити на площі перед палацом пам’ятник Сталіну, який у результаті не був реалізований. Завершилось будівництво у 1955 р. на 10-річчя визволення Варшави від нацистів.
У 1956 р. в Польщі почалась десталінізація. Випущений з в’язниці Владислав Гомулка виступав на заповненій людьми площі Парадів. У якийсь момент натовп захотів увірватися в палац, де був радіовузол. Обслуговуючий персонал підпер потужні двері дубовими лавами. Забарикадувавшись таким чином, вони відбили штурм – єдиний в історії будівлі. 1963 року під час пожежі вщент згоріла зала ім. Ф. Дзержинського, найбільша у Палаці, площа якої становила майже 1000 м².
У 50-80-ті роки у червоній Залі конгресів проводились з’їзди Польської об’єднаної Робітничої партії. В концертних залах виступали Марлен Дітріх, Елла Фіцджеральд, Ян Кепура, Ів Монтан і Пол Анка, який пішов зі сцени, коли дізнався про вбивство Джона Кеннеді. 1967 року пройшов концерт гурту «The Rolling Stones».
Для екскурсантів, які приїжджали відвідати столицю, огляд Палацу культури був обов’язковим пунктом програми. Туристи підіймались на оглядовий майданчик на 30-му поверсі, щоб з висоти 114 метрів оглянути панораму міста, хоча Руднєв спочатку запланував тут кафе «Під шпилем». Аж до 80-х, поки на цій терасі не встановили ґрати, що гарантували безпеку, вона служила місцем для ефектних самогубств, які відбувались тут з 1956 року; загинув один француз і 7 поляків.
13 грудня 1981 р. під час проведення в ПКіН Конгресу польської культури у ПНР було введено воєнний стан, а в будівлі з’явилися озброєні солдати. 1987 року перед Палацом було проведено урочисте богослужіння за участю Папи Івана Павла ІІ
Палац був збудований на ділянці в 10,5 га, яка утворює площу вздовж головної магістралі міста – Маршалковської вулиці, на яку виходить один із протяжних фасадів будівлі. Будинок має прямокутний план зі сторонами 200×170 м. Коротші фасади звернені: з південно-східної сторони на Єрусалимську алею і з північно-західної – на Ново-Свентокшистську вулицю. З південно-західної сторони утворилася друга площа. Будинок поставлений на стилобат, який з боку фасаду по Маршалковській переходить у систему трибун, що обмежують площу, що примикає. Як і в будинку МДУ, горизонтальні нижні об’єми вище переходять у квадратну в розрізі, увінчану шпилем вежу, яка забезпечує чітку вертикаль. Несучою конструкцією є сталевий каркас, що спирається на залізобетонний фундамент.

## Архітектура будівлі та скульптурне оздоблення
Скульптура: Станіслав Хорно-Поплавський (Адам Міцкевич), Людвіка Красковська-Ніцхова (Миколай Коперник), радянські автори (28 соцреалістичних скульптур: алегорії планового господарства, науки, мистецтва, спорту, металургії).

## Функціональне призначення
Палац культури і науки є багатофункціональною спорудою. Спочатку Тут перебували Польська Академія наук, Пен-клуб, Управління атомної енергетики, Декілька поверхів займав Варшавський університет. Нині, окрім навчальних закладів і ПАН, тут розміщуються: міська рада, Музей Техніки, Конгрес зал на 3500 місць, 4 кінозали, 3 театри (Драматичний на 800 місць, “Студіо” і “Лялька”), банки, школи танцю, медичні центри, приватні фірми, ресторани, виставкові приміщення, басейн, оглядовий майданчик на 30 поверсі (загальна кількість приміщень – 3288).

## Сучасність
Чотири 6,3-метрові годинники були встановлені на вершині будівлі в 2000 році, зробивши її на той час найбільшою годинниковою вежею у світі, а нині другою за величиною після NTT Docomo Yoyogi Building, де було встановлено годинника в 2002 р.
У 1989 р. зникла бронзова скульптура роботи Аліни Шапошнікової, що зображала двох будівельників ПКіН – поляка і радянського громадянина з прапором в руці. 

## Питання забудови оточення ПКіН
Вона запланована на будинок, будівля навколишнього середовища. 2006 року Комісія прийняла Варшава місцевого планування землекористування палацових навколишнє середовище, а також провів конкурс на проєкт будівлі в Музеї сучасного мистецтва на Маршалковській вулиці. 2007 року після місцевих виборів, розпочав розроблення нового плану.

## ПКіН як пам’ятка архітектури та історії
З 1 лютого 2007 р. Палац Культури і Науки у Варшаві став пам'ятником історії і культури. Боротьба за включення його в список об'єктів, що охороняються, тривала вже декілька років. У 2005 він відзначив своє 50-річчя, активно обговорюване питання про його охорону було спровоковане планами по переробці Конгрес залу в мюзик-хол, що привело б до знищення автентичних інтер’єрів частини Палацу.
1 лютого заступник воєводського консерватора пам'ятників Мачей Чердиш підписав документ про включення ПКіН до списку об’єктів, що охороняються, особливо цінних для історії і культури Польщі.
«Будівля в своєму теперішньому вигляді є автентичний документом, що представляє свою епоху… Архітектура його інтер'єрів показує проєктні вирішення окремих елементів, прекрасного виконання і високу якість використаних матеріалів. Це великою мірою творіння польських художників і скульпторів» — сказав Мачей Чердиш. Консерватор визнав, що Палац «має історичну, художню і пов'язану з ними наукову цінність, що означає, що його збереження на користь нашого суспільства». Активним прихильником і борцем за визнання Палацу пам’яткою архітектури виступив професор Варшавського Університету Вальдемар Броневський, противником же, ще один професор Варшавської Політехніки Лех Клошевич.
Лех Ісакевич, директор ПКіН, схвально висловився щодо включення Палацу до реєстру об’єктів, що охороняються, бо це перекреслює плани ризикованої переробки Конгрес-залу на музичний театр і руйнування інтер'єрів інших цінних приміщень.

## Цікаві факти
- До 1990 року Палац культури і науки був третьою за величиною будівлею в Європі.
- Варшав'яни дають Палацу різні назви: Пекін (співзвучно до абревіатури ПКіН), Паяц (співзвучно до слова Палац), Шприц Сталіна чи навіть Російський Весільний Торт.
- Тераса на 30 поверсі відома серед туристів, як гарне місце для споглядання Варшави, тому багато хто стверджує, що це найкращий вигляд на місто, бо звідти не видно самого Палацу (те саме казав і Гі де Мопассан про Ейфелеву вежу).
- ПКіН з'являвся у роботах японського режисера Осії Мамору, зокрема в художньому фільмі «Авалон» та анімаційному «The Sky Crawlers»
- Хмарочос є одним з місць подій у фільмі «Поза досяжністю» (Out of Reach) зі Стівеном Сіґалом у головній ролі.
- У будівлі Палацу культури і науки в 1967 році виступала група «Роллінг Стоунз». Це був перший виступ провідної західної рок-групи в соціалістичній країні.[9]
- 4 грудня 2013 року Палац Культури і Науки, рішенням столичної влади, засвітився українськими національними кольорами. Це сталося у знак підтримки варшав'янами подій Євромайдану.[10]

## Статті
- PKiN nie ma nic wspólnego z polską architekturą — відео з дебатів, влаштованих в Газеті Виборчій, з проблеми включення ПКіН в реєстр пам’ятників;
- Домініка Ольшевські, Томаш Ужиковський «Воєвода з партії PIS блокує включення ПКіН в список пам’ятників»;
- Даріуш Бартошевич та ін. «Дар Сталіна найвищий пам’ятник Варшави»;
- Домініка Ольшевська, Томаш Ужиковський «Люстрація Палацу Культури»;
- Томаш Ужиковський «Чи повинен ПКіН бути пам’ятником?»;
- Томаш Ужиковський «Палац Культури і Науки вже є пам’ятником»;
- Томаш Ужиковський «У нас в Польщі вже є найвищий пам’ятник архітектури»;
- Даріуш Бартошевич «Яким буде центр біля Палацу Культури?»;
- Аґнєшка Ковальська «Дарвін заспіває на Палаці»;
- Конкурс на освоєння Палацу Культури;
- Дебати присвячені проблемі включення Палацу Культури і Науки в реєстр пам’ятників. Форум Gazeta Wyborcza.